# JAPAN COUNTDOWN
『JAPAN COUNTDOWN』（ジャパン・カウントダウン）は、1998年10月3日から2020年9月26日まで、テレビ東京系列で放送された音楽番組。略称は「J-CD」。2018年10月で放送開始20周年を迎え、最終回までの総放送期間は22年におよんだ。タイトルコールは「音楽シーンの今を伝えるミュージック・プログラム、JAPAN COUNTDOWN」。
本項目では、1996年10月5日から1998年9月26日まで、同系列にて放送されていた前身番組『TOWER COUNTDOWN』（タワー・カウントダウン）についても併せて詳述するものとする。

## 概要
毎週、日本全国のCDショップのシングル(SG)・アルバム(AL)CDセールスチャートのカウントダウンをメインに据えつつ、最新の音楽情報や人気アーティストのインタビューも織り交ぜた番組内容となっている。番組のナビゲーターは、開始当初から2000年3月までは前身の『TOWER COUNTDOWN』時代から引き続きアラン Jが、後には鮎貝健が担当。
毎年1月・5月・9月は特別企画があるため、通常のチャートの代わりに総合売上チャート（現在はアルバム）が紹介される。また2002年より、毎年8月と12月にアーティストが一堂に会したロックフェスティバル「ROCK IN JAPAN FES.」「COUNTDOWN JAPAN」 が開催されてからは、本番組でも「TOPICS」コーナーで内容や出演者を紹介している。2010年からの「GO!FES」も同様である。
番組末期の2017年5月7日放送分から2019年1月6日放送分まで、ロッキンオンとサンリオのコラボによるショートアニメ『Caribadix』（初期の数回のみ『ディキー&カリーナ』）が、本番組内で放送された。

### 放送の流れ
毎回、オープニング→最新音楽情報→アルバム1位を獲得したアーティストのみの特集（TOP10位からテロップで流れるスタイル）→インタビュー→シングル1位を獲得したアーティストのみの特集（スタイルはアルバムのそれと同様）→ニューリリース→エンディング・次回の見どころ→クイズ（提供ジングルの後にSee You Next Time!のテロップとゲストの書いた答えが書かれたボードを見せた静止画と共にその答えが発表され、ナビゲーターの鮎貝も『また来週!』の前に字幕では表示されない英語のナレーションの他に単純にSee you next week!といった単純なもの、それに答えに関するナレーションをする事がある）の順となっている。
エンディング後に出題されるクイズは、ゲスト（2017年現在、「見どころ」の中に出てくるCLOSE UPとして紹介したアーティストまたはその一部のメンバーには、『日曜日の朝に食べたいものは?』を必ず聞くことになっている）に纏わるものや、シングルチャート1位アーティストに関するものとなっており、クイズの答えが番組からのプレゼントである『ROCKIN'ON JAPAN』（2015年4月からはその月の最終週にプレゼントされる『bridge』『Cut』『H』）の最新号を、葉書から応募する際に必要となる。

### チャートと紹介アーティスト・楽曲の傾向
本番組におけるチャートは、プラネット社の最新データとHMV、TOWER RECORDSなどの外資系大型CDショップの売り上げを基に決定しており、2020年2月2日放送分で個別にランクインした 「Imitation Rain / D.D.」と「D.D. / Imitation Rain」（SixTONES・Snow Man） のように、オリコンチャートとは異なった結果が出ることも少なくない。
番組が紹介するアーティストや楽曲は、開始当初はロックやR&Bなどが多く、CSなどで放送されている音楽番組と近似した傾向にあったが、2003年4月頃からアルバムTOP10とシングルTOP40 - 20を入れ替えたり、過去のチャートを振り返るFLASH BACK や、1ヶ月のDVD売上チャート、DVDチャートTOP10などが増えた。そのため、以前よりもインタビューやTOP10の時間が短くなった。また、外資系CDショップや都内大型CDショップのシングルTOP10なども紹介していた。
Jポップの曲は、番組開始当初よりランキングで紹介しているが、2010年初夏から扱っている演歌や声優の楽曲はオリコンより下位になる場合が多く、ランクインしないことも多い。また、同時期から扱っている洋楽も時折アルバムチャートにランクインする。お笑い芸人関連の楽曲（特にフジテレビ「水10!」から派生したくずやゴリエなど）がランクインする場合はPVが流れず、写真のみが表示される他「諸事情により流せません」というナレーションが入ることもある。

### 放送時間
番組開始当初から10年以上にわたり、本番組は2度にわたる時間帯変更を重ねながら週末の深夜帯にて放送されてきたが、2011年10月の改編に際し、それまでの日曜0:20 - 0:50（土曜深夜）から日曜9:30 - 9:55に、放送時間を5分短縮の上で移動することとなり、これ以降番組終了まで週末の午前帯での放送が継続された。
放送時間帯の変更に伴い、共同制作局もテレビ東京からテレビ大阪へ変更され、文字多重放送も開始された。2012年4月1日放送分からは、時間帯変更当初に9:55 - 10:00にて放送されていた『週刊育児ニュース』の終了により、放送時間も30分に戻ると共に、スワン・ソングの単独制作となった。2019年4月時点で日曜9時台後半での放送期間が7年半を数え、かつて同時間帯にて放送されていたパソコン情報番組『パソコンサンデー』が持っていた放送期間記録を更新。最終的には2020年3月29日放送分までの8年半にわたって、同時間帯での放送が継続された。
最後の放送時間変更は2020年4月4日放送分より実施され、同年9月26日放送分で最終回を迎える までの約半年間は、土曜10:30 - 11:00にて放送された。土曜10時台後半への移動に伴い、制作局も再度テレビ東京に変更され、テレビ東京とスワン・ソングの共同制作に戻される。また公式サイトも、テレビ大阪側からテレビ東京側へ移動した。

### 視聴者プレゼント他
毎週、『ROCKIN'ON JAPAN』『bridge』『H』『Cut』など、ロッキング・オンより刊行されている音楽雑誌の視聴者プレゼントがある。かつてはJAPAN CIRCUITなどのコンサートのチケット先行予約などのお知らせもこのコーナーで伝えていた。
2004年4月から、シングルTOP10の曲を着信メロディとして、テレビ東京の携帯電話サービス「てれともばいる」で配信するサービスも実施していた。

### スポンサーについて
前身である『TOWER COUNTDOWN』時代は、タイトル通りタワーレコードの一社提供番組だったが、後にSONYとの2社提供体制へ移行。さらに2004年9月以降はSony Music、EMI ミュージック・ジャパン（2007年6月まで東芝EMI）、TOY'S FACTORY、Being GIZAなど、複数のレコード会社による提供体制に落ち着いた。レコード会社数社が入っているのは、本番組終了時点ではネットワークセールスを通して本番組だけであった。本番組の企画・構成等を務める渋谷陽一が取材しない、B'zを含むビーイング系アーティストがシングル・アルバムリリース時に本番組に出演する理由も、この提供体制に起因したものである（これは渋谷が制作に関与していた『PVTV』でも同様）。各社ともCMは30秒であるが、一部の企業はPT扱いとなっている。
初代ナビゲーター・アランJの頃は提供読みが「This program is brought to you by these sponsors」だった。
2012年4月1日から9月30日放送分では、後提供・エンドクレジットのあと、永谷園とブシロードのヒッチハイクCMに続けて、直後に放送される『カードファイト!! ヴァンガード アジアサーキット編』の1分間のジャンクションが放送されていた。同年10月7日放送分以降はヒッチハイクCMが廃され、同番組のジャンクションも単なる5秒クロスの予告のみになった。

### 特番による休止・変更
テレビ東京が制作を手がけていた頃は、世界卓球選手権中継時に放送時間繰り下げ、あるいは休止になる場合があった。また『出没!アド街ック天国』『美の巨人たち』が枠拡大のスペシャル版になる場合も、時間を繰り下げて放送された。
テレビ大阪に制作局が移管され、放送時間帯が週末の午前に定着してからは、原則として年末年始の特別編成時のみ休止となる。2018年2月24日放送分は、本来の放送日である翌25日に2018年平昌オリンピックのフィギュアスケート競技エキシビション中継が編成される都合上、その前日である24日の10:30 - 11:00に臨時枠移動して放送された。

## スタッフ
- ディレクター：飯塚理恵子、宮崎諭史、小段好、下井大祐、尾川祐太、小元肇
- 作家：小畑良浩、古川かずな
- 構成補：小池清彦（スワン・ソング）→橋本裕美、藤井知子（以前はデスク）
- 技術：JCTV、ふくみみプロ
- 編集：八木英和、柳澤諭
- MA：高橋正敏、小菅康夫
- CG：小倉ヨシヒロ(OGOOD)
- デスク：藤井知子→赤尾仁美→関根知花→落合奈緒美、新保美緒子
- 演出補：濱岡真貴、白波瀬真央、三村菜穂
- 企画・構成・プロデューサー：渋谷陽一（スワン・ソング）
- プロデューサー：斉藤知太→高橋瑞香（高橋→以前は構成補）（スワン・ソング）
- 制作：株式会社スワン・ソング、テレビ東京[17]

## ネット局
| 放送対象地域   | 放送局         | 系列           | 放送日時           | 備考                               |
| -------------- | -------------- | -------------- | ------------------ | ---------------------------------- |
| 関東広域圏     | テレビ東京     | テレビ東京系列 | 土曜 10:30 - 11:00 | 制作局                             |
| 大阪府         | テレビ大阪     | テレビ東京系列 | 土曜 10:30 - 11:00 | （2度目の枠移動後の）制作局→幹事局 |
| 北海道         | テレビ北海道   | テレビ東京系列 | 土曜 10:30 - 11:00 |                                    |
| 愛知県         | テレビ愛知     | テレビ東京系列 | 土曜 10:30 - 11:00 |                                    |
| 岡山県・香川県 | テレビせとうち | テレビ東京系列 | 土曜 10:30 - 11:00 |                                    |
| 福岡県         | TVQ九州放送    | テレビ東京系列 | 土曜 10:30 - 11:00 |                                    |

- 過去には、一時期ながらもテレビ東京系列外での系列外ネットを行っていた局も存在した。

## 歴代テーマソング
毎回のオープニングでは、画面下部に今週誕生日を迎えるアーティストの名前が表示され、エンディングでは都内大型CDショップ&アルバムTOP10（2005年4月から、以前は外資系CDショップ&アルバムTOP10）、最新音楽ニュースや音楽クイズなど、すべて音楽ファンによる音楽ファンのための内容になっている。オープニング・エンディングテーマは下記の通り1ヶ月ごとに変更されるが、スポンサーになっている後述のレコード会社のタイアップが多く、中には本番組をスポンサードしているレコード会社でのタイアップで、メジャーデビューしたインディーズアーティストも存在する。
TOWER COUNTDOWN時代
JAPAN COUNTDOWN時代

## 年間ランキング1位獲得曲

### シングル
| 年度   | 曲名                   | 歌手名                     | 脚注   |
| ------ | ---------------------- | -------------------------- | ------ |
| 1997年 | やさしい気持ち         | CHARA                      |        |
| 1998年 | 長い間                 | Kiroro                     |        |
| 1999年 | だんご3兄弟            | 速水けんたろう、茂森あゆみ |        |
| 2000年 | TSUNAMI                | サザンオールスターズ       |        |
| 2001年 | Can You Keep A Secret? | 宇多田ヒカル               |        |
| 2002年 | ワダツミの木           | 元ちとせ                   |        |
| 2003年 | 世界に一つだけの花     | SMAP                       |        |
| 2004年 | 瞳をとじて             | 平井堅                     |        |
| 2005年 | 青春アミーゴ           | 修二と彰                   |        |
| 2006年 | Real Face              | KAT-TUN                    |        |
| 2007年 | Flavor Of Life         | 宇多田ヒカル               |        |
| 2008年 | そばにいるね           | 青山テルマ feat. SoulJa    |        |
| 2009年 | ひまわり               | 遊助                       |        |
| 2010年 | ライオン               | 遊助                       |        |
| 2011年 | フライングゲット       | AKB48                      |        |
| 2012年 | 真夏のSounds good !    | AKB48                      |        |
| 2013年 | Calling/Breathless     | 嵐                         |        |
| 2014年 | Bittersweet            | 嵐                         |        |
| 2015年 | 青空の下、キミのとなり | 嵐                         | [ 19 ] |
| 2016年 | I seek/Daylight        | 嵐                         | [ 20 ] |
| 2017年 | ?                      | ?                          |        |
| 2018年 | Teacher Teacher        | AKB48                      | [ 21 ] |

#### 外資系CDショップシングル
| 年度   | 曲名         | 歌手名   |
| ------ | ------------ | -------- |
| 2002年 | ワダツミの木 | 元ちとせ |
| 2003年 | ?            | ?        |
| 2004年 | ?            | ?        |
| 2005年 | ?            | ?        |
| 2006年 | 純恋歌       | 湘南乃風 |

#### 都内大型CDショップシングル
| 年度   | 作品名         | 歌手名                  |
| ------ | -------------- | ----------------------- |
| 2007年 | Flavor Of Life | 宇多田ヒカル            |
| 2008年 | そばにいるね   | 青山テルマ feat. SoulJa |
| 2010年 | Troublemaker   | 嵐                      |

### アルバム
| 年度   | 作品名                               | 歌手名               | 脚注   |
| ------ | ------------------------------------ | -------------------- | ------ |
| 1998年 | Mother Father Brother Sister         | MISIA                |        |
| 1999年 | First Love                           | 宇多田ヒカル         |        |
| 2000年 | ?                                    | ?                    |        |
| 2001年 | ?                                    | ?                    |        |
| 2002年 | DEEP RIVER                           | 宇多田ヒカル         |        |
| 2003年 | Second to None                       | CHEMISTRY            |        |
| 2004年 | Utada Hikaru SINGLE COLLECTION VOL.1 | 宇多田ヒカル         |        |
| 2005年 | Def Tech                             | Def Tech             |        |
| 2006年 | ?                                    | ?                    |        |
| 2007年 | ALL SINGLES BEST                     | コブクロ             |        |
| 2008年 | BEST FICTION                         | 安室奈美恵           |        |
| 2009年 | All the BEST! 1999-2009              | 嵐                   |        |
| 2010年 | 僕の見ている風景                     | 嵐                   |        |
| 2011年 | Beautiful World                      | 嵐                   |        |
| 2012年 | Popcorn                              | 嵐                   |        |
| 2013年 | LOVE                                 | 嵐                   |        |
| 2014年 | THE DIGITALIAN                       | 嵐                   |        |
| 2015年 | Japonism                             | 嵐                   | [ 22 ] |
| 2016年 | Are You Happy?                       | 嵐                   | [ 23 ] |
| 2017年 | Finally                              | 安室奈美恵           | [ 24 ] |
| 2018年 | 海のOh, Yeah!!                       | サザンオールスターズ | [ 25 ] |

#### 都内大型CDショップアルバム
| 年度   | 作品名        | 歌手名       |
| ------ | ------------- | ------------ |
| 2008年 | HEART STATION | 宇多田ヒカル |
| 2011年 | BORN THIS WAY | LADY GAGA    |

### DVD
| 年度   | 作品名                             | 歌手名 |
| ------ | ---------------------------------- | ------ |
| 2009年 | 5×10 All the BEST! CLIPS 1999-2009 | 嵐     |
| 2010年 | ARASHI Anniversary Tour 5×10       | 嵐     |
| 2011年 | KARA BEST CLIPS                    | KARA   |
| 2012年 | ARASHI LIVE TOUR Beautiful World   | 嵐     |

#### 都内大型CDショップDVD
| 年度   | 作品名                           | 歌手名 |
| ------ | -------------------------------- | ------ |
| 2009年 | ARASHI AROUND ASIA 2008 in TOKYO | 嵐     |

- 1997年の年間ランキングは『TOWER COUNTDOWN』のもの。
- 1998年の年間ランキングは『TOWER COUNTDOWN』時代のものとの合算。